# Vi burde ses noget mere
Vi burde ses noget mere er debutalbummet fra den danske popduo Hej Matematik, som består af tidligere Aqua medlem Søren Rasted og hans nevø Nicolaj Rasted. Det blev udgivet den 4. februar 2008 på Copenhagen Records. Den 10. juli 2008 udkom en ny udgave som indeholder sangen "Walkmand", der indeholder en sample fra Michael Hardingers sang "Walk, Mand!" fra 1981.

## Trackliste
Alt tekst skrevet af Søren Rasted, alt musik komponeret af Nicolaj og Søren Rasted, undtagen hvor noteret.
| #   | Titel                     | Længde |
| --- | ------------------------- | ------ |
| 1.  | "Hej Matematik"           | 3:27   |
| 2.  | "Du & jeg"                | 3:16   |
| 3.  | "Centerpubben"            | 3:19   |
| 4.  | "Midtbyen"                | 3:19   |
| 5.  | "Utroskabet"              | 3:42   |
| 6.  | "Høj 5"                   | 3:13   |
| 7.  | "Gymnastik"               | 3:07   |
| 8.  | "Vi ka' alt vi to"        | 3:11   |
| 9.  | "Kvinderne"               | 3:19   |
| 10. | "Vi burde ses noget mere" | 2:38   |
| 11. | "Så ka' de lære det"      | 3:10   |

| 12. | "Walkmand" (Michael Hardinger) | 3:38 |

## Credits
- Track 1, 4, 6: Co-produceret af Claus Norreen
- Track 1: Guitar af Thomas Troelsen
- Track 9: Guitar af Hilmer Hassig
- Track 5: Vokal af Christina Boelskifte
- Track 8: Vokal af Lene
- Råbekor af Steffen Brandt
- Mastering af Jan Eliasson
- Track 3, 7: Mix af Mads Nilsson
- Track 1, 2, 4, 5, 6, 8, 9, 10, 11: Mix af Nicolaj Rasted